# No Time for Tears
"No Time for Tears" é uma canção do DJ e produtor inglês Nathan Dawe e do grupo feminino britânico Little Mix. Foi lançada como single em 25 de novembro de 2020 pela Atlantic Records e Warner Music do Reino Unido. A canção alcançou o número dezenove na parada de singles do Reino Unido e número quinze na Irlanda e em Malta. A canção foi posteriormente incluída na edição de luxo do sexto álbum de estúdio do Little Mix, Confetti (2020). Mais tarde, foi certificada com prata pela British Phonographic Industry (BPI). A canção foi o último single que o grupo lançou como um quarteto, antes da saída de Jesy Nelson do grupo em dezembro de 2020. 

## Antecedentes e lançamento
A música foi anunciada em 23 de novembro de 2020 pelas redes sociais de Dawe e do Little Mix. A música foi escrita por Jade Thirlwall, Nathan Dawe, Tre Jean-Marie e MNEK.

## Videoclipe
O videoclipe foi anunciado em 13 de janeiro de 2021 e lançado em 15 de janeiro do mesmo ano.

## Promoção
Um vídeo com a letra da música foi lançado em 28 de novembro de 2020 no canal oficial de Dawe no YouTube. Cópias físicas da música foram disponibilizadas para pré-venda em 17 de dezembro de 2020 no site oficial de Nathan Dawe e foram lançadas em 22 de janeiro de 2021.Um remix da música com HUGEL foi lançado em 31 de dezembro de 2020. No dia seguinte, 1º de janeiro de 2021, uma versão acústica foi lançada. Em 22 de janeiro, um remix da música com Mark Knight foi lançado. Um remix VIP foi lançado em 5 de fevereiro de 2021, e um remix com a rapper britânica Lady Leshurr foi lançado em 4 de março de 2021.

## Faixas
Single digital
1. "No Time for Tears" – 3:16

Download digital/streaming
1. "No Time for Tears" (HUGEL remix) – 3:08

Download digital/streaming
1. "No Time for Tears" (acústico) – 3:25

Download digital/streaming
1. "No Time for Tears" (Mark Knight remix) – 3:25

Download digital/streaming
1. "No Time for Tears" (VIP remix) – 3:06

Download digital/streaming
1. "No Time for Tears" (Lady Leshurr remix) – 3:16

Maxi single (CD single/cassette single)
1. "No Time for Tears" – 3:20
2. "No Time for Tears" (acústico) – 3:25
3. "No Time for Tears" (HUGEL remix) – 3:08

## Créditos
Créditos adaptados de Tidal e maxi single.
Gravação
- RAK Studios, Londres (Reino Unido)
- Metropolis, Londres (Reino Unido)
- Stardelta Audio Mastering, Devon (Reino Unido)

Produção
- Nathan Dawe – produção
- Little Mix – vocais
- Tre Jean-Marie – produção, baixo, bateria, mixagem, piano, programação, strings, sintetizadores, produção vocal
- Uzoechi Emenike – produção vocal
- Niamh Murphy – backing vocal
- Paul Norris – engenheiro vocal
- Lewis Hopkin – masterização

## Desempenho nas tabelas musicais
| Chart (2020–2021)                                 | Posição |
| ------------------------------------------------- | ------- |
| Croácia (HRT)                                     | 90      |
| Estados Unidos (Billboard Dance/Electronic Songs) | 22      |
| Euro Digital Songs (Billboard)                    | 5       |
| Irlanda (IRMA)                                    | 15      |
| Macedônia (Radiomonitor)                          | 20      |
| Malta (Radiomonitor)                              | 15      |
| Nova Zelândia Hot Singles (RMNZ)                  | 35      |
| Países Baixos (Dutch Top 40 Tipparade)            | 18      |
| Reino Unido (UK Singles Chart)                    | 19      |
| República Checa (Rádio Top 100)                   | 39      |

## Certificações
| Reino Unido (BPI) | Prata | 200,000‡ |
| * Número de vendas definido com base apenas no nível de certificação. ^ Número de embarques definido com base apenas no nível de certificação. ‡vendas+streaming definido com base apenas no nível de certificação. |       |          |

## Histórico de lançamento
| Região      | Data                   | Formato                    | Versão             | Label                         | Ref.   |
| ----------- | ---------------------- | -------------------------- | ------------------ | ----------------------------- | ------ |
| Vários      | 25 de novembro de 2020 | Download digital Streaming | Original           | Atlantic Records Warner Music | [ 12 ] |
| Reino Unido | 4 de dezembro de 2020  | Contemporary hit radio     | Original           | Atlantic Records Warner Music | [ 26 ] |
| Itália      | 10 de dezembro de 2020 | Contemporary hit radio     | Original           | Warner Itália                 | [ 27 ] |
| Reino Unido | 12 de dezembro de 2020 | Adult contemporary radio   | Original           | Atlantic Warner Music         | [ 28 ] |
| Vários      | 31 de dezembro de 2020 | Download digital streaming | HUGEL Remix        | Atlantic Warner Music         | [ 7 ]  |
| Vários      | 1 de janeiro de 2021   | Download digital streaming | Acústico           | Atlantic Warner Music         | [ 8 ]  |
| Vários      | 22 de Janeiro de 2021  | Download digital streaming | Mark Knight Remix  | Atlantic Warner Music         | [ 9 ]  |
| Vários      | 22 de Janeiro de 2021  | CD single cassete          | Maxi single        | Atlantic Warner Music         | [ 14 ] |
| Vários      | 5 de fevereiro de 2021 | Download digital streaming | VIP Remix          | Atlantic Warner Music         | [ 10 ] |
| Vários      | 4 de março 2021        | Download digital streaming | Lady Leshurr Remix | Atlantic Warner Music         | [ 13 ] |